# Pero Tafur

Abbildung von Tafurs Unterschrift

Pero Tafur (* um 1410 in Córdoba; † vor 1490) war ein früher kastilischer Reiseberichterstatter. Er war bereits vor 1435 Vertrauter König Juans II. In seinen Diensten unternahm er von 1435 bis 1439 eine Reise, auf der er den gesamten Mittel- und Schwarzmeerraum, aber auch Teile Mitteleuropas kennen lernte. Auf dem Sinai begegnete er dem venezianischen Kaufmann und Entdeckungsreisenden Niccolo di Conti. Er reiste nach Italien, dann über Palästina und Ägypten nach Konstantinopel. Von dort reiste er um das Schwarze Meer, nach Griechenland, erneut nach Italien, schließlich in die Länder nördlich der Alpen. Über Italien kehrte er nach Spanien zurück. Offenbar trug er zahlreiche Empfehlungen mit sich, denn die Reise, die er nach eigenen Angaben auf eigene Faust unternahm, brachte ihn in Kontakt mit hochstehenden Persönlichkeiten. Seine Reise begründete er damit, einige Teile der Welt sehen zu wollen, man könnte sie also als private Bildungsreise bezeichnen. Nach seiner Rückkehr heiratete er (vor 1452) Doña Juana de Horozco. Sie brachte einen Sohn zur Welt, der vor dem Vater starb, und drei Töchter. Er und sein Sohn waren Ratsherren im Jahr 1479.

## Herkunft
Tafur war ein Nachfahre von Pedro Ruiz Tafur, der bei Córdoba die Truppen des kastilischen Königs zum Sieg über die Mauren geführt hatte. Sein Vater war Juan Díaz Tafur, ein Adliger, der in Córdoba geboren war.

## Reiseverlauf
1435 schiffte sich Pero Tafur mit mindestens zwei Knappen in San Lucar de Barrameda ein. Zunächst unterstützte er seinen Herrn Don Enrique de Guzman, Graf von Niebla, bei seinem erfolglosen Angriff auf das muslimische Gibraltar. Enrique kam dabei ums Leben und Pero Tafur führte seine Truppen nach San Lucar zurück. Mit einem Schiffskonvoi von drei Fahrzeugen segelte er nach Genua, besuchte Ceuta und das muslimische Málaga. Nach einem schweren Sturm im Golfe du Lion erreichte sein Schiff Weihnachten 1435 Nizza, während die anderen beiden Schiffe weit hinaustrieben. Als er versuchte, seine Wechsel in Genua zu ziehen, weigerten sich die dortigen Händler, diese zu akzeptieren. Er geriet in Streit, konnte aber mittels einflussreicher Freunde gegen die Händler vorgehen. Ende Dezember erlebte er den Aufstand gegen den Herzog von Mailand, mit Hilfe des Condottiere Niccolo Piccinino gelangte er auf ein Schiff in Portovenere, was ihm die Weiterreise über Pisa und Florenz nach Bologna ermöglichte.
Hier traf er auf den exilierten Papst Eugen IV., der ihn segnete. Zwar gelangte er nach Venedig, doch fuhr kein Pilgeschiff ins Heilige Land, so dass er während der Wartezeit andere Gebiete Italiens besuchte. Die Fastenzeit verbrachte er in Rom. Von dort reiste er nach Viterbo, Perugia und Assisi. Durch einen Trick erlangte er in Gubbio die Unterstützung des frommen Guid' Antonio da Montefeltro, der ihm die Pilgerreise nach Osten ermöglichte, zu der er an Christi Himmelfahrt 1436 aufbrach.
In Jerusalem besuchte er zahlreiche Pilgerstätten, reiste nach Bethlehem, dann über Jericho an den Jordan und das Tote Meer. In Jerusalem betrat er als Muslim verkleidet verbotswidrig die Omar-Moschee. Danach wollte er das Katharinenkloster auf dem Sinai, doch war gerade eine Karawane abgereist, so dass man ihm riet über Zypern nach Kairo zu segeln. In Damiette wurde er der Spionage verdächtigt, konnte aber fliehen. Doch musste er nun gelegentlich seine Identität verhehlen. Aus eigener Anschauung beschrieb er das Verhalten des Krokodils („cocatriz“), das Flusspferd kannte er allerdings nur vom Hörensagen.
In Kairo freundete er sich mit dem Chefübersetzer des Sultans an, einem geflohenen Juden aus Sevilla. Tafur behauptete, gleichfalls von dort zu stammen. Durch ihn, seinen überaus freigebigen Gastgeber, erhielt er eine Audienz beim Sultan. Nach einem Besuch der Pyramiden reiste er weiter Richtung Sinai, eine 15-tägige Reise unter schwersten Bedingungen. Tafur beriet sich mit dem Prior, da er plante, nach Indien weiterzureisen. Dieser riet ihm, die Ankunft einer Karawane abzuwarten, mit der Nicolo de' Conti reiste. Als er mit diesem zusammentraf behauptete er, ein Italiener zu sein. Erst als de' Conti skeptisch blieb, gestand er ihm seine wahre Herkunft. Der Italiener riet dem Kastilier dringend von der Reise ab, berichtete von seinen eigenen Unternehmungen. Tafur reiste nach Alexandria weiter, um bald nach Zypern zurückzukehren. Das Klima vertrug er besser, als die Wüstenhitze, so dass er geneigt war, angesichts der freundlichen Aufnahme dort ein Amt zu übernehmen.
Doch Tafur reiste weiter nach Rhodos, wo Piraten sein Schiff angriffen, das Begleitboot versenkten. Die Mannschaft ertrank, Tafurs Schiff entkam in der Dunkelheit. Auf Rhodos erlebte er die Wahl des Nachfolgers des verstorbenen Ordensmeisters, die er detailliert beschrieb. Vor Chios geriet er erneut in Lebensgefahr, als er Schiffbruch erlitt und tagelang an ein Stück Holz geklammert auf dem Meer trieb. Doch reiste er weiter nach Troja, dann nach Konstantinopel, das er im November 1437 erreichte.
Kaiser Johannes VIII. Palaiologos empfing ihn, doch interessierte er sich nicht besonders für die angebliche Abstammung seines Gastes von den östlichen Kaisern. Stattdessen schlug der Kaiser ihm vor, ihn auf seiner Reise nach Westeuropa zu begleiten, um vielleicht doch noch Konstantinopel vor den Türken zu retten. Tafur zog es vor, Sultan Murad II. selbst zu besuchen. Tafur beschreibt den Osmanen als einen 40- bis 45-jährigen ernsthaften, freundlichen Mann. Er reiste ostwärts nach Trapezunt, wo ihn der dortige Kaiser Johannes IV. Komnenos empfing. Dem strengen Kastilier gefiel nicht, dass der Kaiser eine Nichtchristin geehelicht hatte, vor allem aber, dass er seinen eigenen Vater gestürzt und ermordet hatte. So reiste er weiter nach Kaffa auf der Krim. Die große Stadt, die Sevilla bei weitem in den Schatten stellte, wurde von Genuesen dominiert, die seinen Glaubensvorstellungen vertrauter waren. Sie profitierten vom Fernhandel zwischen Europa, Afrika und Asien. Auf dem Sklavenmarkt kaufte er zwei Mädchen und einen Mann, die er mit nach Kastilien nahm. Tafur besuchte auch das Hauptquartier des Großkhans, trug sich wohl mit der Idee, in die Tartarei weiterzureisen, doch folgte er dem Rat, nach Konstantinopel zurückzukehren, auch wenn die Stadt sehr verarmt und entvölkert war. Nach einem ausgiebigen Besuch der Stadt segelte er nach Venedig. Während der Durchfahrt durch die Dardanellen überredete er den Kapitän einige christliche Sklaven zu befreien, doch gerieten die Männer in Kämpfe, bei denen Tafur verletzt wurde. Diese Wunde scheint erst im Laufe der Weiterreise bis Basel verheilt zu sein. Zunächst aber wäre er beinahe auch noch ertrunken, doch erreichte er nun sicher die Lagune von Venedig an Christi Himmelfahrt 1438.
In Venedig geriet er in Streit mit den Zollbehörden, die seine Güter und Sklaven konfisziert hatten, doch lernte er spanische Pilger kennen, die halfen, das Problem zu lösen. In der Stadt war er Zeuge der feierlichen Verehelichung des Dogen mit dem Meer, bewunderte die Staatsordnung und die Gondeln. Im Gegensatz zu Konstantinopel beschrieb Tafur die Stadt als sauber, so dass im Winter kein Schlamm, im Sommer kein Staub in den Straßen lag, die Wege waren plattiert, gutes Ziegelmauerwerk zierte die Häuser. Zwar waren die hygienischen Verhältnisse auch hier schlecht, doch die Menschen trugen permanent wohlriechende Gewürze und Kräuter bei sich. Auch besuchte er das Arsenal, wo er dem Bau von Schiffen beiwohnte, eine Arbeit die bereits hochgradig organisiert ablief. Tafurs Beschreibung der Stadt zählt zu den wichtigsten Quellen für das Alltagsleben Venedigs in der ersten Hälfte des 15. Jahrhunderts.
Er ließ seinen Besitz in Venedig und reiste nach Ferrara, wo er den Papst und den byzantinischen Kaiser traf, der allerdings unter einer schweren Gichtattacke litt. Tafur entfernte seinen Bart, nahm an Ratssitzungen teil, reiste nach Mailand. Er behauptete sogar, er habe mit Filippo Maria Visconti gesprochen, der niemals einen Ausländer empfing. Dann reiste er über den Gotthardpass nach Basel, wo seine Verletzung endlich heilte. Dann fuhr er den Rhein abwärts, eine Passage, die er für den schönsten Flusslauf der Welt erklärte. In Köln empfing ihn der Erzbischof Dietrich II. von Moers. Er zeigte ihm die Stadt und machte ihn mit den bedeutendsten Männern bekannt. Nun reiste er nach Mechelen und Brüssel, wo er von Herzog Philipp dem Guten empfangen wurde. Auch besuchte er Gent und Antwerpen. Seine Beschreibungen von Sluys und Brügge sind von ähnlicher Bedeutung, wie die von Venedig.
Als Tafur mit einigen Prälaten zum Basler Konzil reisen wollte, wurden die Männer bei Mainz von einem Adligen vierzehn Tage gefangen genommen. Doch gelang es Tafur, mit den Entführern ins Gespräch zu kommen. Als einer der Bediensteten ihm sein Schwert zurückgeben sollte, kam es jedoch zu einem Eklat, denn das Schwert war nicht auffindbar. Tafur drohte nun, dass ein kastilisches Heer das ganze Land verwüsten werde, was genügte, um das Schwert wieder zum Vorschein zu bringen.
Tafur reiste nun Richtung Prag, um dem römisch-deutschen Kaiser seine Aufwartung zu machen, doch dieser war in Breslau, wohin er ihm folgte. Dort kamen die Reisenden Weihnacht 1438 an. Albrecht II. versuchte den Kastilier zum Bleiben zu bewegen, doch dieser zog es vor, in Gesellschaft einer Gruppe von Rittern nach Wien zu gehen, wobei er unterwegs ungeheuer fror. Kurz vor Wien trennte er sich von seinen Begleitern, wurde jedoch fast sofort von einem Adligen angegriffen, und nur die schnellen Pferde sorgten dafür, dass er mit seinen drei Sklaven entkam. In einem Gasthaus, in dem zufälligerweise der Führer der Räuber nächtigte, stellte er diesen zur Rede. Er entschuldigte sich für seinen Raubüberfall, erklärte aber, dass ihm als verarmtem Adligem gar nichts anderes übrig bleibe, um seinen Lebensunterhalt zu verdienen. Sie boten sogar an, jemand anderen auszurauben, um Tafur, der ja gleichfalls ein armer Adliger war, zu helfen. In Wien traf er Elisabeth, die Tochter Kaiser Sigismunds. Von Wien reiste er nach Buda und Neustadt, wo er den späteren Kaiser Friedrich III. traf.
Über die karnischen Alpen reiste Tafur nach Ferrara, wo Papst und byzantinischer Kaiser gerade nach Florenz aufbrechen wollten. Er setzte seine Reise nach Venedig fort, wobei er Zeuge wurde, wie 25 Barken und 6 Galeeren über die Tiroler Alpen zum Gardasee geschleppt wurden. Nach einem kurzen Besuch in Florenz segelte er heimwärts. Im März oder April 1439 war er wieder in Kastilien.

## Ehe und Kinder
Wohl spätestens 1452 heiratete er Doña Juana de Horozco, mit der er drei Kinder hatte, nämlich einen Jungen namens Juan, sowie drei Mädchen mit den Namen Elena, María und Mayor.

## Erinnerungen
Seine Erinnerungen an seine Reisen von 1435 bis 1439 soll er zwischen 1453 und 1457 schriftlich niedergelegt haben; er widmete sie Don Fernando de Guzman, dem General des Calatrava-Ordens. Auf diese Entstehungszeit weist hin, dass er den Aufstand Gents gegen Herzog Philipp von Burgund im Jahr 1452/53 erwähnt.
Sein Werk erschien gedruckt zuerst 1874 auf Spanisch, eine englische Ausgabe erschien 1926 in der Reihe The Broadway Travellers. Die spanische Ausgabe basierte auf der einzigen erhalten Handschrift, die sich im Colegio mayor de S. Bartolomé de Cuenca in Salamanca befand, später in der Biblioteca Patrimonial. Allerdings handelte es sich um eine Kopie, wohl des Autographs, aus dem frühen 18. Jahrhundert. Diese Abschrift umfasst 911/12 folia, die offenbar den Sprachduktus, aber auch Schreibweise und Zeichensetzung des 15. Jahrhunderts übernommen hatte. Auch markiert sie fehlende Wörter oder Zeilen jeweils mit drei Punkten. Offenbar fehlte die letzte Seite, denn die Erzählung bricht abrupt ab.

## Werke
- Hakan Kılınç: Pero Tafur Seyahatnamesi, Kitap Yayınevi, İstanbul 2016.
- Pedro Martínez García.  El cara a cara con el otro la visión de lo ajeno a fines de la Edad Media y comienzos de la Edad Moderna a través del viaje , Frankfurt am Main, Peter Lang 2015.
- Marcos Jimenez de la Espada (Hrsg.): Andanças e viajes de Pero Tafur por diversas partes del mundo ávidas (1435-1439). Ginesta, Madrid 1874. (online)
- E. Denison Ross, Eileen Power (Hrsg.): Pero Tafur Travels and Adventures 1435-1439. Routledge 1926 (The Broadway Travellers) (online)